# Outang, Sichuan
Outang (kinesiska: 藕塘乡, 藕塘) är en socken i Kina. Den ligger i provinsen Sichuan, i den sydvästra delen av landet, omkring 89 kilometer söder om provinshuvudstaden Chengdu. Antalet invånare är 8 729. Befolkningen består av 4 453 kvinnor och 4 276 män. Barn under 15 år utgör 18,0 %, vuxna 15-64 år 63 %, och äldre över 65 år 17,0 %.
Genomsnittlig årsnederbörd är 1 348 millimeter. Den regnigaste månaden är juli, med i genomsnitt 306 mm nederbörd, och den torraste är december, med 13 mm nederbörd.